# Igor Lolo
Igor Lolo (Abidjan, 22 juli 1982) is een Ivoriaans voetballer die sinds 2016 voor KVC Westerlo uitkomt. Daarvoor speelde hij voor onder andere ASEC Mimosas, KSK Beveren, Metaloerh Donetsk, Germinal Beerschot, RC Genk, AS Monaco en Koeban Krasnodar. Lolo is een verdediger.

## Statistieken
| seizoen | club                  | land      | competitie     | wed. | doelp. |
| ------- | --------------------- | --------- | -------------- | ---- | ------ |
| 2003/04 | KSK Beveren           | België    | Jupiler League | 10   | 0      |
| 2004/05 | Metaloerh Donetsk     | Oekraïne  | Vysjtsja Liha  | 14   | 0      |
| 2005/06 | Germinal Beerschot    | België    | Jupiler League | 21   | 1      |
| 2006/07 | Germinal Beerschot    | België    | Jupiler League | 19   | 2      |
| 2007/08 | KRC Genk              | België    | Jupiler League | 27   | 0      |
| 2008    | Dnipro Dnipropetrovsk | Oekraïne  | Vysjtsja Liha  | 2    | 0      |
| 2008/09 | AS Monaco             | Frankrijk | Ligue 1        | 10   | 1      |
| 2009/10 | AS Monaco             | Frankrijk | Ligue 1        | 15   | 0      |
| 2010/11 | AS Monaco             | Frankrijk | Ligue 1        | 18   | 1      |
| 2011/12 | FK Koeban Krasnodar   | Rusland   | Premjer-Liga   | 18   | 0      |
| 2012/13 | FK Koeban Krasnodar   | Rusland   | Premjer-Liga   | 16   | 0      |
| 2013/14 | FK Rostov             | Rusland   | Premjer-Liga   | 14   | 0      |
| 2014/15 | FK Rostov             | Rusland   | Premjer-Liga   | 8    | 0      |
| 2015/16 | KVC Westerlo          | België    | Jupiler League | 0    | 0      |
|         |                       |           | Totaal         | 194  | 5      |